# Corta de Tablada

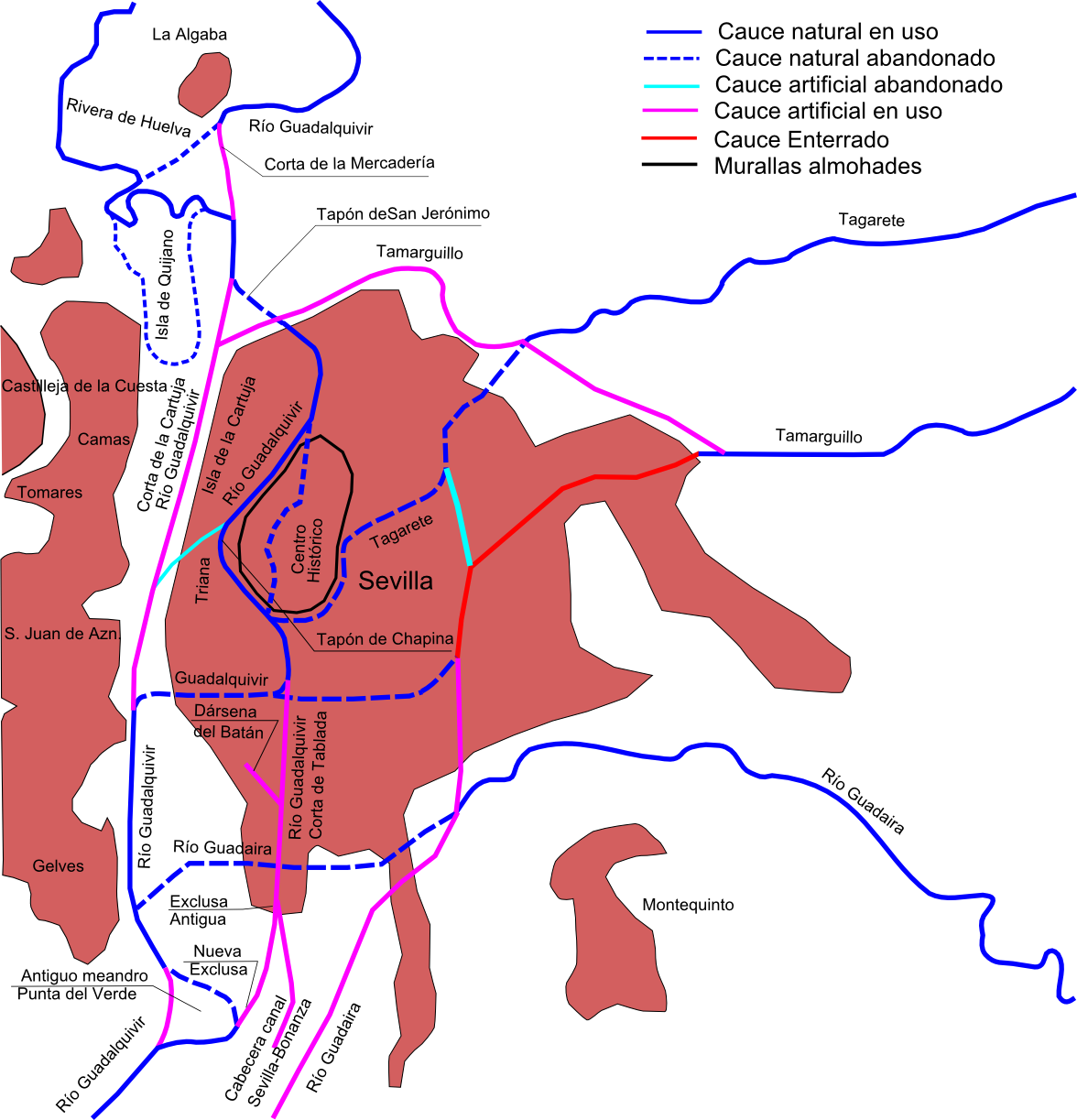
Mapa del río Guadalquivir y sus afluentes a su paso por Sevilla, donde puede observarse el trazado de la Corta de Tablada

La corta de Tablada es una obra sobre el cauce del río Guadalquivir a su paso por Sevilla terminada en el año 1926. Fue proyectada por el ingeniero Luis Moliní Uribarri, y tenía por finalidad suprimir algunas curvas del río mediante la creación de un nuevo cauce artificial, facilitando de esta forma la navegación, al no obligar a las embarcaciones a circular por trayectos curvos, donde existe tendencia al depósito de sedimentos y pérdida de calado.

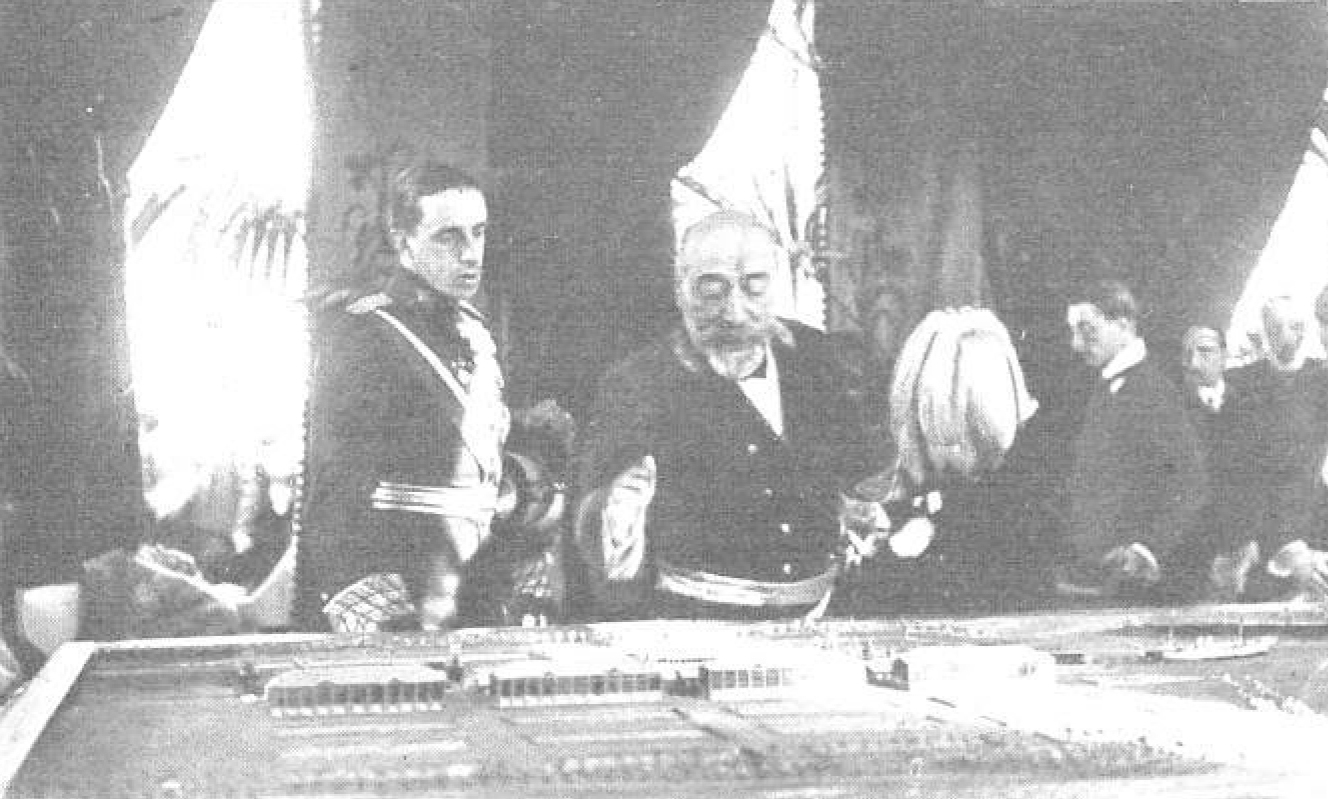
El ingeniero director de las obras, Luis María Moliní, enseñando al rey Alfonso XIII el plano en relieve del futuro puerto de Sevilla (marzo de 1909). Fotografía de Goñi.

Mediante esta obra se suprimieron los codos de las Delicias, Tablada -estos dos codos formaban el denominado meandro de los Gordales- y Punta del Verde y se acortó en 4 km la distancia que debían recorrer los barcos desde la desembocadura del Guadalquivir en Sanlúcar de Barrameda hasta Sevilla. En el nuevo cauce se sitúan actualmente las instalaciones portuarias de Sevilla, tiene una longitud de 5864 metros, una anchura de entre 80 y 100 m y una profundidad que oscila entre 13 y 16 m, el volumen total de excavación fue superior a los 7 000 000 m³. El proyecto fue aprobado definitivamente el 22 de diciembre de 1906, los trabajos se iniciaron en 1909 y finalizaron en 1926.

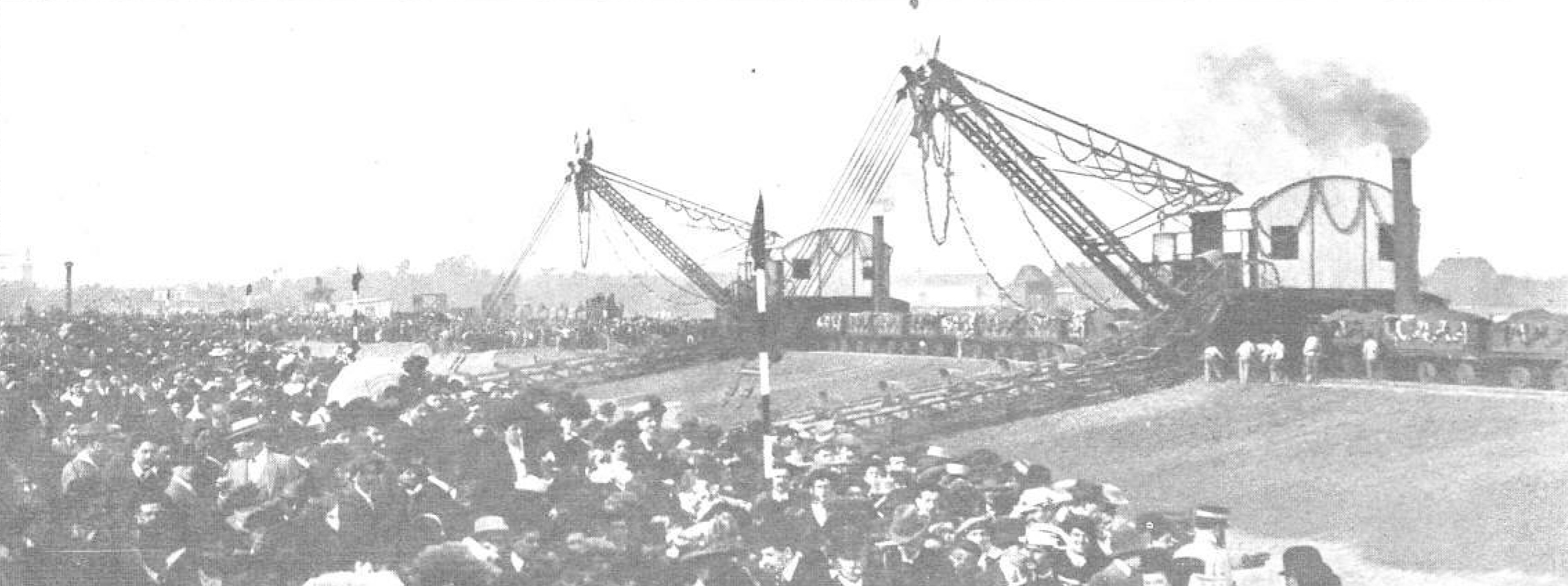
Ceremonia de inauguración de las obras en 1909

La inauguración oficial del canal y el nuevo puente de Alfonso XIII tuvo lugar el 6 de abril de 1926, en un acto en el que el rey Alfonso XIII y los tripulantes del Plus Ultra (Ramón Franco, Ruiz de Alda, Juan Manuel Durán González y Pablo Rada) entraron en el nuevo cauce a bordo del crucero argentino Buenos Aires en medio de una gran expectación. El meandro de los Gordales no se cerró hasta 1950, y la corta, fue rematada con la construcción de la esclusa de Tablada entre 1929 y 1951. Las obras sufrieron varias interrupciones ocasionadas por problemas financieros y el estallido de la I Guerra Mundial que disminuyó notablemente la actividad comercial entre 1913 y 1919.